# Schéma d'aménagement et de gestion des eaux de l'Escaut
Le Schéma d'aménagement et de gestion des eaux de l'Escaut ou SAGE de l'Escaut est un SAGE destiné à préparer et coordonner la mise en œuvre de mesures de gestion et de protection de la ressource en eau, à l'échelle de la partie française du bassin de l'Escaut (où vivent environ 500 000 habitants). Il est porté par le Syndicat mixte du SAGE de l'Escaut. Il doit contribuer à l'objectif de bon état écologique de l'eau.

## Périmètre
Le périmètre du SAGE a été défini par arrêté inter-préfectoral du 9 juin 2006.

Il concerne comme son nom l'indique l'Escaut (sa partie française) et se compose de 248 communes, réparties sur trois département : le département du Nord (211 communes), le département de l'Aisne (25 communes) et le département du Pas-de-Calais (12 communes), soit sur deux régions (Nord-Pas-de-Calais et Picardie).
Ce SAGE se trouve sur le bassin hydrographique "Artois-Picardie". Cependant, il est à noter qu'une commune du périmètre se trouve sur le bassin de l'Agence de l'Eau « Seine-Normandie ».

## Commission locale de l'eau
La structure de la Commission locale de l'eau du SAGE de l'Escaut a été définie par arrêté préfectoral du 6 août 2008 mais a été modifiée par arrêté du 24 juin 2019 à l'occasion du renouvellement de la CLE.
Le premier arrêté de composition de la CLE a été pris le 11 juillet 2011. Le dernier arrêté modificatif de composition date du 30 juin 2022, à la suite de dissolution de syndicats.
La première installation de la Commission Locale de l'Eau s'est tenue le 26 septembre 2011.
La Commission Locale de l'Eau est composée 56 membres répartis en 3 collèges :

### Collège des élus
Ce collège est composé de 30 membres
- le Conseil régional des Hauts-de-France : 2 représentants
- le Conseil général du Nord : 1 représentant
- le Conseil général du Pas-de-Calais: 1 représentant
- le Conseil général de l'Aisne: 1 représentant
- l'Association des maires de l'Aisne : 2 représentants
- l'Association des maires du Nord : 9 représentants
- l'Association des maires du Pas-de-Calais: 1 représentant
- des EPCI ayant compétence en matière de protection et mise en valeur de l'environnement ou en matière d'eau : 15 représentants. Ces EPCI sont :
  - la Communauté d'agglomération de Cambrai
  - la Communauté d'agglomération de Valenciennes Métropole
  - la Communauté d'agglomération de la Porte du Hainaut
  - la Communauté de communes du Sud Artois
  - la Communauté de communes du Pays du Vermandois
  - la Communauté de communes du Pays de Mormal
  - la Communauté de communes du Pays solesmois
  - le Syndicat mixte du Parc naturel régional de l'Avesnois
  - le Syndicat mixte du Parc naturel régional Scarpe-Escaut
  - le SIDEN-SIAN : 2 représentants
  - le Syndicat mixte du Pays du Cambrésis
  - le Syndicat de la Selle

### Collège des usagers
Ce collège est composé de 14 membres
- Chambre d'agriculture du Nord-Pas de Calais : 1 représentants
- Chambre de commerce et d'industrie : 2 représentants
- Chambre nationale de la batellerie artisanale : 1 représentant
- Syndicat départemental de la propriété rurale du Nord :1 représentant
- Fédération du Nord pour la pêche et la protection du milieu aquatique : 1 représentant
- Fédération départementale des chasseurs du Nord :1 représentant
- Conservatoire d'espaces naturels du Nord et du Pas-de-Calais :1 représentant
- Fédération Nord Nature :1 représentant
- Union départementale des offices de tourisme et syndicats d'initiative du Nord :1 représentant
- Comité régional Nord-Pas-de-Calais de la Fédération française de canoë-kayak :1 représentant
- Société Eau et Force : 1 représentant
- Société Véolia Eau :1 représentant
- Union départementale CLCV Nord : 1 représentant
- Bio en Hauts de France :1 représentant

### Collège des services de l'Etat
Ce collège est composé de 1 membres
- le Préfet du Nord, préfet coordinateur de bassin Artois-Picardie
- le Préfet du Pas-de-Calais
- le Préfet de l'Aisne
- la DREAL Hauts de France
- la DRAAF Hauts de France
- la DDTM du Nord
- la DDTM du Pas de Calais
- la DDT de l'Aisne
- l'Agence de l'Eau Artois-Picardie
- l'ARS des Hauts de France
- l'OFB
- les VNF

## Les commissions
Pour élaborer le SAGE, la CLE a choisi de créer 5 commissions thématiques :
1. relations inter-territoriales et transfrontalières
2. Gestion et protection de la ressource en eau
3. Gestion et protection des milieux aquatiques et du patrimoine naturel
4. Gestion et protection contre les risques
5. Gestion durable des usages de l'eau